# Шуман-хаус (Лейпциг)
Шуман-хаус (нем. Schumann-Haus) — историческое здание первой половины XIX века в немецком городе Лейпциг в федеральной земле Саксония. Расположенное по адресу Inselstraße 18 к востоку от исторического центра города в Квартале печатников, оно было первым совместным местом жительства Роберта и Клары Шуман. В настоящее время здесь находятся музей, концертный зал и частная начальная школа имени Клары Шуман. Памятник архитектуры.

## История
Так называемый Шуман-хаус был построен Фридрихом Августом Шейделем в 1838 году в классицистическом стиле, и представляет собой трёхэтажное строго симметричное здание, сгруппированное вокруг центрального ризалита, украшенного пилястрами с коринфскими капителями, с проездом ко внутреннему двору. Украшением фасада служат также рустовка первого цокольного этажа и декоративный балкон на бельэтаже.
Роберт и Клара Шуман поселились на улице Инзель-штрассе в небольшой квартире на втором этаже поздним летом 1840 года, незадолго до свадьбы в деревенской церкви Шёнефельда под Лейпцигом, и провели здесь свои первые четыре совместных года.
Это время в творчестве Роберта Шумана считается одним из самых продуктивных: среди прочего, здесь он написал свою первую, так называемую «Весеннюю симфонию» (op. 38) и многочисленные вокальные произведения (совместно с женой). К известнейшим гостям юной семейной пары принадлежали Феликс Мендельсон-Бартольди, Франц Лист, Рихард Вагнер, Гектор Берлиоз и Ханс Кристиан Андерсен.
Позднее в здании располагалась шоколадная фабрика.
Несмотря на то, что Квартал печатников был во Второй мировой войне на более чем 60 % разрушен, дом Роберта и Клары Шуман уцелел; однако, как и многие другие исторические здания Лейпцига, пришёл в упадок во времена ГДР в связи с хроническим недостатком финансирования. С другой стороны, уже в 1970-х годах здание было признано памятником архитектуры.

## Современное использование
С основанием Лейпцигского общества Роберта и Клары Шуман (нем. Schumann-Verein Leipzig e. V.) в 1995 году окончательно оформилось желание создать на оригинальном месте открытое культурное пространство, посвящённое обоим выдающимся музыкантам XIX века.
В 1999 году здание Шуман-хауса было приобретено образовательной компанией Rahn Dittrich Group с целью организации нового учебного кампуса, частью которого — в тесном сотрудничестве с Обществом Роберта и Клары Шуман — должен был стать новый музей. Его центром является небольшой концертный зал с воссозданной обстановкой 1840-х годов, где регулярно проходят камерные концерты. Кроме того, музей предлагает обширную сопроводительную программу, основанную на активном соучастии.
14 сентября 2019 года — в рамках юбилейного года Клары Шуман CLARA19 — здесь открылась новая постоянная экспозиция нем. Experiment einer Künstlerehe (=Эксперимент семейной жизни), тематизирующая сложности совместной жизни двух музыкальных гениев в общественных условиях XIX века.
Шуман-хаус, кроме того, является частью туристского маршрута нем. Leipziger Notenspur (Лейпцигский нотный след), ведущего по историческим местам музыкальной культуры города, и который в 2018 году был отмечен знаком англ. European Heritage Label как часть общеевропейского культурного наследия.